# Новиков, Вячеслав (пианист)
Вячесла́в Но́виков (род. 1947, Харьков) — советский, финский, пианист украинского происхождения.

## Биография
Родился в 1947 году. Окончил Киевскую консерваторию (класс профессора В.Топилина), затем аспирантуру при Московской консерватории под руководством А. Александрова. В 1974—1990 годах был солистом Киевской филармонии. С 1989 года живёт и работает в Финляндии. Некоторое время преподавал в Хельсинкской музыкальной академии имени Яна Сибелиуса. С 1998 года регулярно преподаёт в Эстонской академии музыки и театра.

## Дискография
- Валерий Колесников, Вячеслав Новиков, Владимир Молотков, Александр Христидис – Лирическое Настроение. Джазовые Композиции - Мелодия – С60-09709-10 - 1977 год